# Francia en el Festival de la Canción de Eurovisión 2023
Francia participará en el LXVII Festival de la Canción de Eurovisión, que se celebrará en Liverpool, Reino Unido del 9 al 13 de mayo de 2023, tras la imposibilidad de Ucrania de acoger el concurso por la victoria de Kalush Orchestra con la canción «Stefania». La France Télévisions (FTV) (Televisión de Francia en español), radiodifusora encargada de la participación gala en el festival, decidió utilizar un método de selección interna para elegir a su representante en el concurso eurovisivo tras dos años usando su preselección Eurovision France, c'est vous qui décidez!
El 12 de enero de 2023, de manera sorpresiva, la FTV por medio de una rueda de prensa confirmó a la artista canadiense de origen marroquí La Zarra como su representante en el Festival de Eurovisión 2023. Su canción titulada  «Évidemment» fue publicada el 19 de febrero de 2023.
La Zarra durante las semanas previas al concurso es considerada como una de las favoritas para ganar el festival, ubicándose a una semana de la final como la tercera opción de las casas de apuestas, solo por detrás de Loreen y Käärijä.

## Historia de Francia en el Festival
Francia es uno de los países fundadores del festival, debutando en 1956. Desde entonces el país ha concursado en 64 ocasiones, siendo uno de los países que más ha participado dentro del festival. Francia es uno de los países con más victorias del certamen, logrando vencer en cinco ocasiones el festival: la primera, en 1958, con André Claveau y la canción "Dors, mon amour". La segunda vez sucedió en 1960, gracias a la canción "Tom Pillibi" de Jacqueline Boyer. En 1962, Isabelle Aubret ganó con la canción "Un premier amour". La cuarta ocasión sucedió en 1969 con Frida Boccara interpretando "Un jour, un enfant" en un cuádruple empate con España, los Países Bajos y el Reino Unido. La última victoria francesa en el festival se remonta a 1977 con "L'oiseau et l'enfant" de Marie Myriam.
En 2022, el cantante Alvan junto al grupo bretón Ahez, terminó en 24ª posición con 17 puntos en la gran final: 8 puntos del televoto (19°) y 9 del jurado profesional (24°), con el tema «Fulenn».

## Representante para Eurovisión

### Elección Interna
Francia confirmó su participación en el Festival de la Canción de Eurovisión 2023 en julio de 2022, anunciando los planes de una tercera edición de su final nacional «Eurovision France: C’est vous qui décidez». Sin embargo, el 12 de enero de 2023 de manera sorpresiva en una conferencia de prensa fue anunciada la artista canadiense de origen marroquí La Zarra como la representante francesa en el Festival de Eurovisión. Sobre su elección, la jefa de delegación francesa Alexandra Redde-Amiel comentó:

«Desde nuestro primer encuentro, La Zarra nos conquistó. Es un honor acoger a esta gran artista en la familia de Eurovisión. Misteriosa, inspiradora, carismática, La Zarra es una mujer y una artista moderna con un sello francés chic. Una voz que nos transporta en el tiempo haciéndonos viajar a diferentes épocas. De Barbara a Brel o de Dalida a Marylin Monroe, La Zarra es una artista icónica que llevará los colores de Francia en Liverpool en mayo de 2023 durante el mayor concurso de la canción del mundo».
Alexandra Redde-Amiel

Un día después se conoció que el equipo de producción de su single debut «Tu t'en iras» y que la canción era una «fusión de géneros» y «algo nunca antes visto (de ella)». Durante los primeros días de febrero, se confirmó que el tema sería publicado el 19 de febrero de 2023, dándose a conocer la portada del single y el nombre del tema: «Évidemment». El tema fue publicado durante el programa «20h30 Le Dimanche» y posteriormente se publicó en el canal oficial de Eurovisión de YouTube el video oficial.

## En Eurovisión
Francia, al ser uno de los países pertenecientes al Big Five, está clasificada automáticamente a la final del 13 de mayo, junto al país anfitrión, el ganador defensor: Ucrania y el resto del Big Five: Alemania, España, Italia y el Reino Unido (quien también funge como país anfitrión). El sorteo realizado el 31 de enero de 2023, determinó que el país, tendría que transmitir y votar en la primera semifinal.
Los comentarios para Francia correrán en la transmisión por televisión por Anggun y André Manoukian durante la semifinal, mientras que la final la comentará Laurence Boccolini y Stéphane Bern. La portavoz de la votación del jurado profesional francés será la cantante y representante francesa en el Festival de Eurovisión 2012, Anggun.

### Final
La Zarra tomó parte de los primeros ensayos los días 4 y 6 de mayo y los ensayos generales con vestuario de la primera semifinal los días 8 y 9 de mayo y de la final los días 12 y 13 de mayo. El ensayo general de la tarde del 12 fue tomado en cuenta por los jurados profesionales para emitir sus votos, que representaron el 50% de los puntos. Después de los ensayos del 6 de mayo, un sorteo determinó en que mitad de la final participarían los países del Big Five. Francia fue sorteada en la primera mitad (posiciones 1-13). Una vez sean conocidos todos los finalistas, los productores del show decidieron el orden de actuación de todos los finalistas, respetando lo determinado por el sorteo. El orden de actuación revelado durante la madrugada del viernes 12 de mayo, decidió que Francia debía actuar en la posición 6 por delante de Serbia y detrás de Chipre.